# Vámos Márton
Vámos Márton (Budapest, 1992. június 24. –) olimpiai bronzérmes, kétszeres világ- és Európa-bajnok magyar válogatott vízilabdázó.

## Pályafutása
Tíz évesen kezdte a vízilabdát a KSI korosztályos csapatában. 2008-ban Horváth János edzősége alatt a másodosztályú felnőtt csapatban játszhatott. A balkezes átlövőre hamar felfigyelt Kemény Dénes szövetségi kapitány is, és – szinte egyedülálló módon másodosztályú csapatból – meghívta a magyar vízilabda-válogatott 2009 novemberi, martfűi edzőtáborába.
2010. február 24-én, a hódmezővásárhelyi Volvo Kupán mutatkozhatott be az olimpiai címvédő magyar válogatott Ausztrália elleni, 18–4-es arányban megnyert barátságos mérkőzésén. Vámos két gólt szerzett, és mind a szurkolók, mind a vezetőség elismerését elnyerte. Augusztusban előbb a zágrábi Európa-bajnokságra utazó pólóválogatott keretének tagja lett, majd kölcsönszerződés keretében az élvonalbeli Vasashoz igazolt egy évre úgy, hogy az angyalföldi alakulattal élvonalbeli, a KSI-vel pedig másodosztályú mérkőzéseken ugrott a medencébe. A 2010-es vízilabda-Európa-bajnokságon a bronzmérkőzés kivételével minden mérkőzésen játszott, a németek elleni mérkőzésen gólt is szerzett, a csapat pedig a 4. helyen zárt.
2011 májusában játszott, és mind a két mérkőzésen egy-egy gólt szerzett a ZF-Eger elleni bajnoki döntőben, azonban csapata 15–14-es gólarányban alulmaradt Heves megyei riválisával szemben. A bajnoki ezüstérem után Vámos szerződését véglegesítették, így a Vasas teljes játékengedélyű vízilabdázója lett.
A 2011–2012-es szezonban a piros-kék gárdával magyar bajnoki címet nyert, és bejutott a vízilabda-BL négyes döntőjébe.
2017-ben Bajnokok Ligáját nyert.
2020-ban Európa-bajnok, 2021-ben olimpiai bronzérmes lett a válogatottal.
2022 nyarán a görög Olimbiakósz szerződtette. 2023 nyarán a nemzeti csapat tagjaként világbajnokságot nyert Fukuokában. 2024 nyarán ismételten a Ferencváros játékosa lett.

## Díjai
- Szalay Iván-díj (2010)
- Az év magyar vízilabdázója (2017[13])
- Az év magyar vízilabdázója a játékosok szavazása alapján (2017[14])
- 2017-es férfi vízilabda-világbajnokság legértékesebb játékosa
- Óbuda Sportolója Díj (2019)
- Magyar Arany Érdemkereszt (2021)[15]

## Eredményei
klubcsapattal
- Magyar bajnokság
  - aranyérmes: 2012, 2015, 2016, 2017, 2018, 2019, 2025
  - ezüstérmes 2011, 2014
  - bronzérmes: 2021
- Magyar kupa
  - győztes: 2024
- LEN-bajnokok ligája
  - győztes: (2017, 2019, 2025)
- LEN-szuperkupa
  - győztes (3): 2018,[16] 2019,[17] 2024[18]
- Görög bajnokság
  - aranyérmes: 2023
- Görög kupa
  - győztes: 2023

válogatottal
- Világbajnokság
  - aranyérmes: 2013, 2023
  - ezüstérmes: 2017, 2025
- Európa-bajnokság
  - aranyérmes: 2020
  - ezüstérmes: 2014
  - bronzérmes: 2016
- Világliga
  - ezüstérmes: 2014, 2018
- Világkupa
  - aranyérmes: 2018